# Чан Калок
Калок Чан (англ. Kalok Chan; иер. 陳家樂, кант.-рус. Чхань Калок, кит.-рус. Чэнь Цзялэ; родился в 1961 году, Гонконг, Британская империя) — китайский экономист, декан и профессор экономики Китайского университета Гонконга.

## Биография
Калок Чан родился в 1961 году в Гонконге.
Калок Чан в 1985 году получил степень бакалавра наук по экономике в Китайском университете Гонконга, а в 1983 году Чан отправился в США, где в 1990 году был удостоен степени доктора философии по финансам в Университете штата Огайо.
Преподавательскую деятельность начал в качестве ассистента профессора экономики в 1990—1995 годах, ассоциированным профессором экономики в 1995—1997 годах в Университете штата Аризона. Вернувшись в Гонконг, был ассоциированным профессором в 1995—2000 годах, полным профессором в 2000—2002 годах, заведующим кафедрой по финансам с 2002 года, профессором кафедры имени Синержиса-Джеффри Иена с 2008 года, деканом в 2013—2014 годах в Гонконгском университете науки и технологии. В настоящий момент также является деканом и профессором по финансам на кафедре имени Вэй Луна Бизнес школы Китайского университета Гонконга с 2014 года.
Калок Чан был приглашённым сотрудником на факультете экономики и финансов Городского университета Гонконга в 1994 году, приглашённым профессором Национального университета Сингапура в 2000—2001 годах и в 2007 году, приглашённым профессором Наньянского технологического университета в 2006 году, соредактором в 1997—2008 годах, помощником редактора с 2008 года журнала «Pacific-Basin Finance Journal» и помощником редактора «Journal of Financial Research» в 2006—2013 годах и «Review of Finance» в 2008—2011 годах, «Asia-Pacific Journal of Financial Studies» в 2007—2010 годах, «Finance Letters» в 2003—2006 годах, «Asia-Pacific Journal of Finance» в 1996—1998 годах, президентом Азиатской финансовой ассоциации в 2008—2010 годах.
Калок Чан является помощником редактора журнала «Journal of Applied Finance» с 2013 года и «Journal of Financial Perspectives» с 2012 года, «Emerging Market Review» с 2007 года, председателем организационного комитета Гонконгского института банкиров с 2008 года, членом комитета наблюдения TraHK с 2014 года, членом инвестиционного комитета администрации больницы с 2009 года, членом Hang Seng Index с 2008 года.

## Награды
- 1988 — стипендия Маккой от Университета штата Огайо;
- 1989 — награда за выдающиеся научные достижения от университета штата Огайо;
- 1989 — президентская стипендия от Университета штата Огайо;
- 1994 — грант помощи факультета от Университета штата Аризона;
- 1994 — исследовательский грант от Университета штата Аризона;
- 1994 — исследовательский грант от PACAP;
- 1997 — стипендия от фонда Вэй Луна от Гонконгского университета науки и технологии;
- 2000 — трёхлетняя стипендия от фонда Вэй Луна;
- 2000 — двухлетняя стипендия от фонда докторантуры;
- 2002 — премия за лучшую работу от PACAP на Международной конференции по финансам;
- 2003 — премия за выдающуюся работу от Восточной финансовой ассоциации;
- 1996, 1998, 2000, 2002, 2004, 2006, 2008, 2010, 2012 — исследовательский грант от Исследовательского совета Гонконга;
- 2003 — вошёл в лист топ-1000 самых цитируемый экономистов в 1990—2000 годах по версии М. Блауга;
- 2001, 2009, 2011 — вошёл в топ финансовых исследователей Азиатско-тихоокеанского региона по версии журнала «Pacific-Basin Finance Journal»;
- 2006 — исследовательская премия Барклайса от Глобальных инвесторов Австралии;
- 2008 — премия за лучшую работу от Китайской международной конференции по финансам;
- 2011 — исследовательская премия от Гонконгского общества финансовых аналитиков.